# 克拉斯諾亞爾卡 (布拉特西克區)
47°50′12″N 31°30′52″E / 47.83667°N 31.51444°E
克拉斯諾亞爾卡（烏克蘭語：Красноярка），是烏克蘭南部的村莊，隸屬尼古拉耶夫州的沃茲涅先斯克區。該村面積0.77平方公里，海拔高度97米，2001年人口149，人口密度每平方公里193.5人。